# Fremont, Nebraska
Fremont är en stad i östra delen av den amerikanska delstaten Nebraska i området Dodge County med en yta av 19,2 km² och en befolkning som uppgår till cirka 25 000 invånare (2003). Fremont är administrativ huvudort (county seat) i Dodge County.
Fremont är belägen cirka 55 km NV om delstatens största stad Omaha och cirka 85 km N om huvudstaden Lincoln.